# Grand Prix Japonii 2009
Wyniki Grand Prix Japonii, piętnastej rundy Mistrzostw Świata Formuły 1 w sezonie 2009. 
W 2009 roku na torze Suzuka odbył się piętnasty wyścig Mistrzostw Świata Formuły 1, znany jako Grand Prix Japonii. Sebastian Vettel z Red Bulla zwyciężył, utrzymując przewagę nad Jarno Trullim z Toyota Racing oraz Lewisem Hamiltonem. Vettel prowadził przez cały wyścig. Zwycięstwo to utrzymało nadzieje Vettela na zdobycie tytułu mistrza świata kierowców, chociaż było to mało prawdopodobne z uwagi na dużą przewagę Jensona Buttona, który zajął ósme miejsce. Dla zespołu Brawn GP wynik ten był bliski zapewnienia sobie mistrzostwa konstruktorów, lecz zabrakło im pół punktu do tego osiągnięcia.

## Wyniki

### Sesje treningowe
| Sesja | Nr | Kierowca          | Konstruktor          | Czas     | Okr. |
| ----- | -- | ----------------- | -------------------- | -------- | ---- |
| 1     | 2  | Heikki Kovalainen | McLaren-Mercedes     | 1:40.356 | 24   |
| 2     | 20 | Adrian Sutil      | Force India-Mercedes | 1:47.261 | 4    |
| 3     | 9  | Jarno Trulli      | Toyota               | 1:31.709 | 24   |

### Kwalifikacje
| Poz. | Nr | Kierowca             | Konstruktor          | Q1       | Q2       | Q3       | Poz. s. |
| --- | --- | -------------------- | -------------------- | -------- | -------- | -------- | ------- |
| 1 | 15 | Sebastian Vettel     | Red Bull-Renault     | 1:30.883 | 1:30.341 | 1:32.160 | 1       |
| 2 | 9 | Jarno Trulli         | Toyota               | 1:31.063 | 1:30.737 | 1:32.220 | 2       |
| 3 | 1 | Lewis Hamilton       | McLaren-Mercedes     | 1:30.917 | 1:30.627 | 1:32.395 | 3       |
| 4 | 20 | Adrian Sutil         | Force India-Mercedes | 1:31.386 | 1:31.222 | 1:32.466 | 8       |
| 5 | 23 | Rubens Barrichello   | Brawn-Mercedes       | 1:31.272 | 1:31.055 | 1:32.660 | 6       |
| 6 | 6 | Nick Heidfeld        | BMW Sauber           | 1:31.501 | 1:31.260 | 1:32.945 | 4       |
| 7 | 22 | Jenson Button        | Brawn-Mercedes       | 1:31.041 | 1:30.880 | 1:32.962 | 10      |
| 8 | 4 | Kimi Räikkönen       | Ferrari              | 1:31.228 | 1:31.052 | 1:32.980 | 5       |
| 9 | 2 | Heikki Kovalainen    | McLaren-Mercedes     | 1:31.499 | 1:31.223 | [ 3 ]    | 11      |
| 10 | 12 | Sébastien Buemi      | Toro Rosso-Ferrari   | 1:31.196 | 1:31.103 | [ 3 ]    | 13      |
| 11 | 16 | Nico Rosberg         | Williams-Toyota      | 1:31.286 | 1:31.482 | -        | 7       |
| 12 | 7 | Fernando Alonso      | Renault              | 1:31.401 | 1:31.638 | -        | 16      |
| 13 | 5 | Robert Kubica        | BMW Sauber           | 1:31.417 | 1:32.341 | -        | 9       |
| 14 | 10 | Timo Glock           | Toyota               | 1:31.550 | [ 3 ]    | -        | NW      |
| 15 | 11 | Jaime Alguersuari    | Toro Rosso-Ferrari   | 1:31.571 | [ 3 ]    | -        | 12      |
| 16 | 3 | Giancarlo Fisichella | Ferrari              | 1:31.704 | -        | -        | 14      |
| 17 | 17 | Kazuki Nakajima      | Williams-Toyota      | 1:31.718 | -        | -        | 15      |
| 18 | 8 | Romain Grosjean      | Renault              | 1:32.073 | -        | -        | 17      |
| 19 | 21 | Vitantonio Liuzzi    | Force India-Mercedes | 1:32.087 | -        | -        | 18      |
| 20 | 14 | Mark Webber          | Red Bull-Renault     | -        | -        | -        | PIT     |
| Poz. | Nr | Kierowca             | Konstruktor          | Q1       | Q2       | Q3       | Poz. s. |
| \| Legenda \| Legenda \| \| ------------------------ \| ---------------------------------------------------------------------------------------------------------------------------------------------------------------------------------------------------------------------------------------------------------------- \| \| Poz. Nr Q1 Q2 Q3 Poz. s. \| Pozycja zajęta w sesji kwalifikacyjnej Numer startowy kierowcy Wynik uzyskany w pierwszej części kwalifikacji Wynik uzyskany w drugiej części kwalifikacji Wynik uzyskany w trzeciej części kwalifikacji Pozycja startowa po uwzględnięniu kar, przesunięć, itp. \| | |                      |                      |          |          |          |         |
| Legenda | |                      |                      |          |          |          |         |
| Poz. Nr Q1 Q2 Q3 Poz. s. | Pozycja zajęta w sesji kwalifikacyjnej Numer startowy kierowcy Wynik uzyskany w pierwszej części kwalifikacji Wynik uzyskany w drugiej części kwalifikacji Wynik uzyskany w trzeciej części kwalifikacji Pozycja startowa po uwzględnięniu kar, przesunięć, itp. |                      |                      |          |          |          |         |

### Wyścig

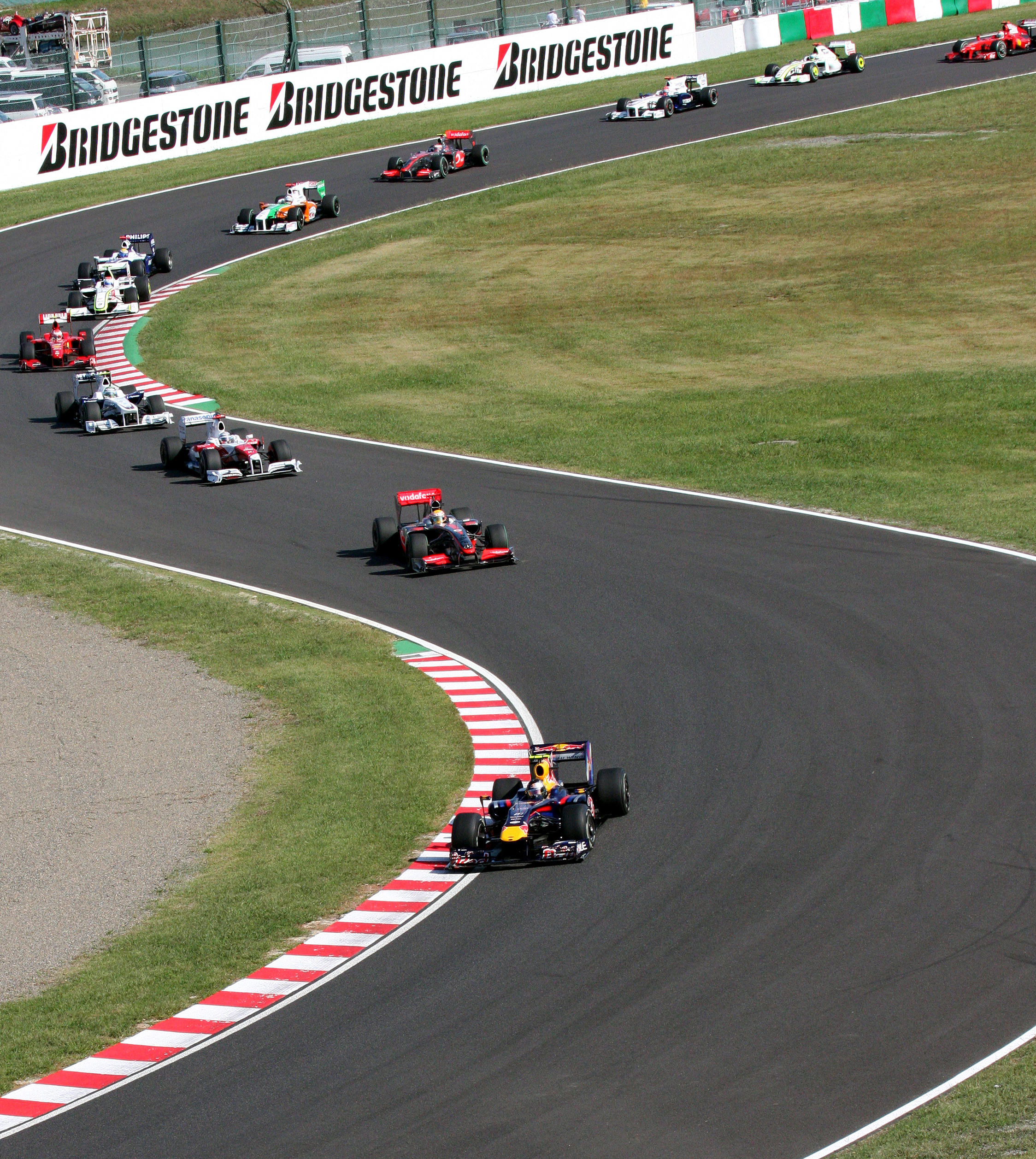
Kierowcy na pierwszym okrążeniu

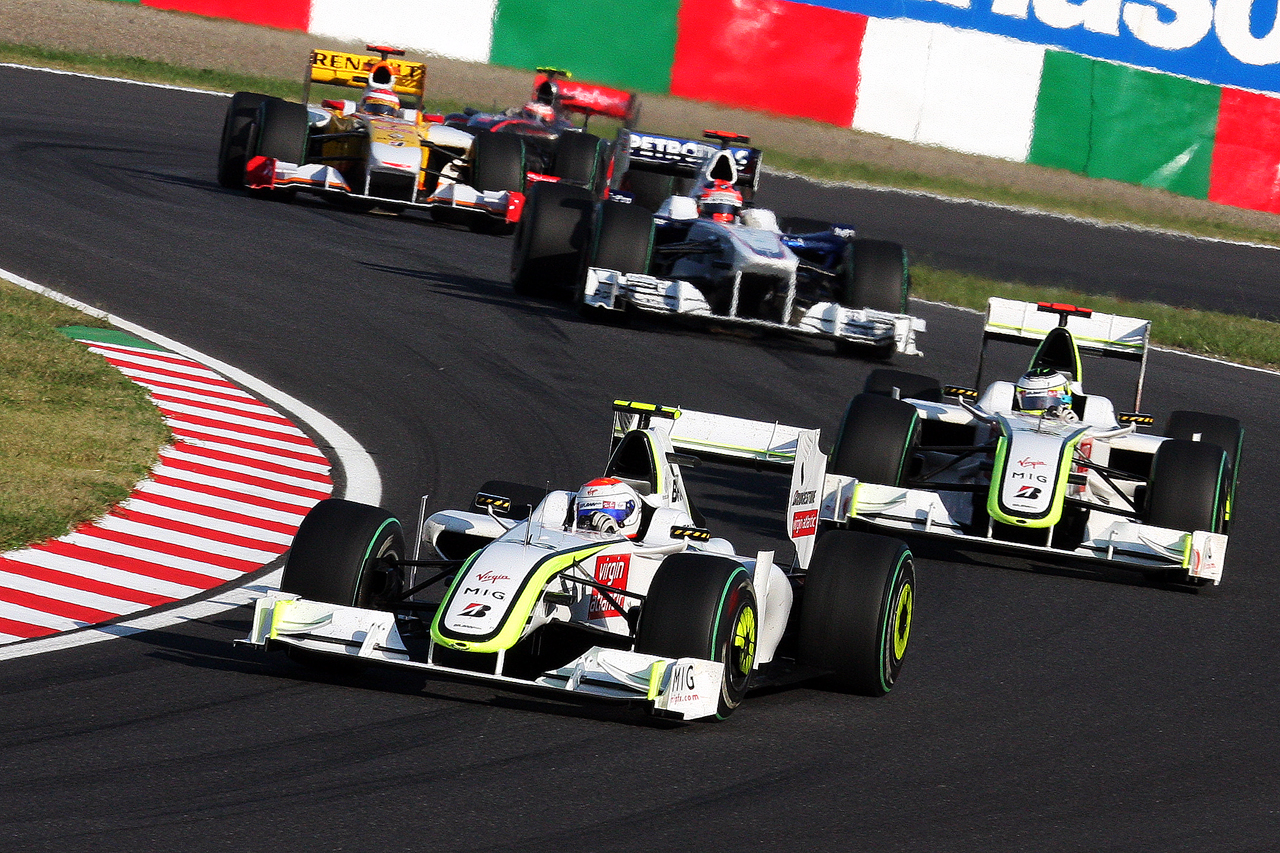
Rubens Barrichello, Jenson Button, Robert Kubica, Fernando Alonso i Heikki Kovalainen na cztery okrążenia przed końcem wyścigu

| P                                                     | + / –     | Nr | Kierowca             | Konstruktor          | Okr. | Czas / Strata | Komentarz |
| ----------------------------------------------------- | --------- | -- | -------------------- | -------------------- | ---- | ------------- | --------- |
| 1                                                     | Bez zmian | 15 | Sebastian Vettel     | Red Bull-Renault     | 53   | 1h28:20.443   |           |
| 2                                                     | Bez zmian | 9  | Jarno Trulli         | Toyota               | 53   | +0:04.877     |           |
| 3                                                     | Bez zmian | 1  | Lewis Hamilton       | McLaren-Mercedes     | 53   | +0:06.472     |           |
| 4                                                     | 1         | 4  | Kimi Räikkönen       | Ferrari              | 53   | +0:07.940     |           |
| 5                                                     | 2         | 16 | Nico Rosberg         | Williams-Toyota      | 53   | +0:08.793     |           |
| 6                                                     | 2         | 6  | Nick Heidfeld        | BMW Sauber           | 53   | +0:09.509     |           |
| 7                                                     | 1         | 23 | Rubens Barrichello   | Brawn-Mercedes       | 53   | +0:10.641     |           |
| 8                                                     | 2         | 22 | Jenson Button        | Brawn-Mercedes       | 53   | +0:11.474     |           |
| 9                                                     | Bez zmian | 5  | Robert Kubica        | BMW Sauber           | 53   | +0:11.777     |           |
| 10                                                    | 6         | 7  | Fernando Alonso      | Renault              | 53   | +0:13.065     |           |
| 11                                                    | Bez zmian | 2  | Heikki Kovalainen    | McLaren-Mercedes     | 53   | +0:13.735     |           |
| 12                                                    | 2         | 3  | Giancarlo Fisichella | Ferrari              | 53   | +0:14.596     |           |
| 13                                                    | 5         | 20 | Adrian Sutil         | Force India-Mercedes | 53   | +0:14.959     |           |
| 14                                                    | 4         | 21 | Vitantonio Liuzzi    | Force India-Mercedes | 53   | +0:15.734     |           |
| 15                                                    | Bez zmian | 17 | Kazuki Nakajima      | Williams-Toyota      | 53   | +0:17.973     |           |
| 16                                                    | 1         | 8  | Romain Grosjean      | Renault              | 52   | +1 okr.       |           |
| 17                                                    | 2         | 14 | Mark Webber          | Red Bull-Renault     | 51   | +2 okr.       |           |
| Niesklasyfikowani                                     |           |    |                      |                      |      |               |           |
|                                                       |           | 11 | Jaime Alguersuari    | Toro Rosso-Ferrari   | 43   |               | wypadek   |
|                                                       |           | 12 | Sébastien Buemi      | Toro Rosso-Ferrari   | 11   |               | sprzęgło  |
| Nie wystartowali / niedopuszczeni do ponownego startu |           |    |                      |                      |      |               |           |
|                                                       |           | 10 | Timo Glock           | Toyota               | 0    |               | [ 6 ]     |
| P                                                     | + / –     | Nr | Kierowca             | Konstruktor          | Okr. | Czas / Strata | Komentarz |

### Najszybsze okrążenie
| Nr | Kierowca    | Konstruktor      | Czas     | Okr. |
| -- | ----------- | ---------------- | -------- | ---- |
| 14 | Mark Webber | Red Bull-Renault | 1:32.569 | 50   |

## Lista startowa
Na niebieskim tle kierowcy biorący udział jedynie w treningach
| Nr | Kierowca             | Zespół                       | Samochód          | Silnik               | Opony |
| -- | -------------------- | ---------------------------- | ----------------- | -------------------- | ----- |
| 1  | Lewis Hamilton       | Vodafone McLaren Mercedes    | McLaren MP4-24    | Mercedes-Benz FO108W | B     |
| 2  | Heikki Kovalainen    | Vodafone McLaren Mercedes    | McLaren MP4-24    | Mercedes-Benz FO108W | B     |
| 3  | Giancarlo Fisichella | Scuderia Marlboro Ferrari    | Ferrari F60       | Ferrari 056          | B     |
| 4  | Kimi Räikkönen       | Scuderia Marlboro Ferrari    | Ferrari F60       | Ferrari 056          | B     |
| 5  | Robert Kubica        | BMW Sauber F1 Team           | BMW F1.09         | BMW P86/9            | B     |
| 6  | Nick Heidfeld        | BMW Sauber F1 Team           | BMW F1.09         | BMW P86/9            | B     |
| 7  | Fernando Alonso      | Renault F1 Team              | Renault R29       | Renault RS27-2009    | B     |
| 8  | Romain Grosjean      | Renault F1 Team              | Renault R29       | Renault RS27-2009    | B     |
| 9  | Jarno Trulli         | Panasonic Toyota Racing      | Toyota TF109      | Toyota RVX-09        | B     |
| 10 | Timo Glock           | Panasonic Toyota Racing      | Toyota TF109      | Toyota RVX-09        | B     |
| 10 | Kamui Kobayashi      | Panasonic Toyota Racing      | Toyota TF109      | Toyota RVX-09        | B     |
| 11 | Jaime Alguersuari    | Scuderia Toro Rosso          | Toro Rosso STR04  | Ferrari 056          | B     |
| 12 | Sébastien Buemi      | Scuderia Toro Rosso          | Toro Rosso STR04  | Ferrari 056          | B     |
| 14 | Mark Webber          | Red Bull Racing              | Red Bull RB5      | Renault RS27-2009    | B     |
| 15 | Sebastian Vettel     | Red Bull Racing              | Red Bull RB5      | Renault RS27-2009    | B     |
| 16 | Nico Rosberg         | AT&T WilliamsF1 Team         | Williams FW31     | Toyota RVX-09        | B     |
| 17 | Kazuki Nakajima      | AT&T WilliamsF1 Team         | Williams FW31     | Toyota RVX-09        | B     |
| 20 | Adrian Sutil         | Force India Formula One Team | Force India VJM02 | Mercedes-Benz FO108W | B     |
| 21 | Vitantonio Liuzzi    | Force India Formula One Team | Force India VJM02 | Mercedes-Benz FO108W | B     |
| 22 | Jenson Button        | Brawn GP Formula One Team    | Brawn BGP 001     | Mercedes-Benz FO108W | B     |
| 23 | Rubens Barrichello   | Brawn GP Formula One Team    | Brawn BGP 001     | Mercedes-Benz FO108W | B     |
| Nr | Kierowca             | Zespół                       | Samochód          | Silnik               | Opony |

## Klasyfikacja po wyścigu

### Kierowcy
| P  | +/− | Kierowca             | Starty | Punkty | P1 | P2 | P3 | PP | NO | NS |
| -- | --- | -------------------- | ------ | ------ | -- | -- | -- | -- | -- | -- |
| 1  | 0   | Jenson Button        | 15     | 85     | 6  | 1  | 1  | 4  | 2  | 1  |
| 2  | 0   | Rubens Barrichello   | 15     | 71     | 2  | 3  | 1  | -  | 2  | 1  |
| 3  | 0   | Sebastian Vettel     | 15     | 69     | 3  | 2  | 2  | 4  | 2  | 3  |
| 4  | 0   | Mark Webber          | 15     | 51,5   | 1  | 3  | 2  | 1  | 2  | 2  |
| 5  | 0   | Kimi Räikkönen       | 15     | 45     | 1  | 1  | 3  | -  | -  | 2  |
| 6  | 0   | Lewis Hamilton       | 15     | 43     | 2  | 1  | 1  | 3  | -  | 1  |
| 7  | 0   | Nico Rosberg         | 15     | 34,5   | -  | -  | -  | -  | 1  | -  |
| 8  | +2  | Jarno Trulli         | 15     | 30,5   | -  | 1  | 2  | 1  | 1  | 3  |
| 9  | −1  | Fernando Alonso      | 15     | 26     | -  | -  | 1  | 1  | 2  | 2  |
| 10 | −1  | Timo Glock           | 14     | 24     | -  | 1  | 1  | -  | 1  | -  |
| 11 | 0   | Felipe Massa         | 9      | 22     | -  | -  | 1  | -  | 1  | 2  |
| 12 | 0   | Heikki Kovalainen    | 15     | 22     | -  | -  | -  | -  | -  | 5  |
| 13 | 0   | Nick Heidfeld        | 15     | 15     | -  | 1  | -  | -  | -  | 1  |
| 14 | 0   | Robert Kubica        | 15     | 9      | -  | -  | -  | -  | -  | 3  |
| 15 | 0   | Giancarlo Fisichella | 15     | 8      | -  | 1  | -  | 1  | -  | 1  |
| 16 | 0   | Adrian Sutil         | 15     | 5      | -  | -  | -  | -  | 1  | 3  |
| 17 | 0   | Sébastien Buemi      | 15     | 3      | -  | -  | -  | -  | -  | 5  |
| 18 | 0   | Sébastien Bourdais   | 9      | 2      | -  | -  | -  | -  | -  | 3  |
| 19 | 0   | Kazuki Nakajima      | 15     | -      | -  | -  | -  | -  | -  | 3  |
| 20 | 0   | Nelson Piquet Jr.    | 10     | -      | -  | -  | -  | -  | -  | 2  |
| 21 | +1  | Vitantonio Liuzzi    | 3      | -      | -  | -  | -  | -  | -  | 1  |
| 22 | −1  | Luca Badoer          | 2      | -      | -  | -  | -  | -  | -  | -  |
| 23 | 0   | Romain Grosjean      | 5      | -      | -  | -  | -  | -  | -  | 2  |
| 24 | 0   | Jaime Alguersuari    | 6      | -      | -  | -  | -  | -  | -  | 4  |
| P  | +/− | Kierowca             | Starty | Punkty | P1 | P2 | P3 | PP | NO | NS |

### Konstruktorzy
| P  | +/− | Konstruktor          | Starty | Punkty | P1 | P2 | P3 | PP | NO | NS |
| -- | --- | -------------------- | ------ | ------ | -- | -- | -- | -- | -- | -- |
| 1  | 0   | Brawn-Mercedes       | 30     | 156    | 8  | 4  | 2  | 4  | 4  | 2  |
| 2  | 0   | Red Bull-Renault     | 30     | 120,5  | 4  | 5  | 4  | 5  | 4  | 5  |
| 3  | 0   | Ferrari              | 29     | 67     | 1  | 1  | 4  | -  | 1  | 4  |
| 4  | 0   | McLaren-Mercedes     | 30     | 65     | 2  | 1  | 1  | 3  | -  | 6  |
| 5  | 0   | Toyota               | 29     | 54,5   | -  | 2  | 3  | 1  | 2  | 3  |
| 6  | 0   | Williams-Toyota      | 30     | 34,5   | -  | -  | -  | -  | 1  | 3  |
| 7  | 0   | Renault              | 30     | 26     | -  | -  | 1  | 1  | 2  | 6  |
| 8  | 0   | BMW Sauber           | 30     | 24     | -  | 1  | -  | -  | -  | 4  |
| 9  | 0   | Force India-Mercedes | 30     | 13     | -  | 1  | -  | 1  | 1  | 5  |
| 10 | 0   | Toro Rosso-Ferrari   | 30     | 5      | -  | -  | -  | -  | -  | 12 |
| P  | +/− | Konstruktor          | Starty | Punkty | P1 | P2 | P3 | PP | NO | NS |

## Prowadzenie w wyścigu
| Nr | Kierowca         | Okrążenia | Suma |
| -- | ---------------- | --------- | ---- |
| 15 | Sebastian Vettel | 1-53      | 53   |